# 潜像 (曲)
「潜像」（せんぞう）は、Plastic Treeの42枚目のシングル。2019年9月4日発売。発売元はJVCケンウッド・ビクターエンタテインメント。

## 概要
前シングル『インサイドアウト』から約1年2ヶ月ぶりのシングル。初回限定盤A、初回限定盤B、通常版の3タイプ発売。
2019年7月31日までの対象店舗のみ3形態同時早期予約特典として、『「潜像」Music Video』のメイキング映像を収録した特典DVD『潜像Making Video』が付属した。
CDジャケットの写真は、カメラマンの中野敬久が撮影した。

## 収録曲
CD（全タイプ共通）
1. 潜像 [4:20][1]
  - 作詞：有村竜太朗、作曲：長谷川正、編曲：Plastic Tree
2. IC [3:59][1]
  - 作詞：ナカヤマアキラ、作曲：佐藤ケンケン、編曲：Plastic Tree
3. 潜像 (Instrumental) [4:20][1]
4. IC (Instrumental) [3:54][1]

DVD
- 初回限定盤Aのみ、『「潜像」Music Video』を収録したDVDが付属。

ブックレット
- 初回限定盤Bのみ、豪華フォトブックレットが付属。